# Abdelkrim Bouamria
Abdelkrim Bouamria , né le 27 juin 1989, est un karatéka algérien.

## Palmarès
| Année | Compétition                                            | Lieu        | Résultat | Catégorie         |
| ----- | ------------------------------------------------------ | ----------- | -------- | ----------------- |
| 2009  | 6e Championnats d'Afrique cadets et juniors            | Alger       | 1re      | Kumite −60 kg     |
| 2009  | Championnats du monde de karaté juniors et cadets 2009 | Rabat       | 3e       | Kumite −60 kg     |
| 2010  | Championnats d'Afrique                                 | Le Cap      | 3e       | Kumite −60 kg     |
| 2010  | 19e Championnats méditerranéens de karaté              | Izmir       | 2e       | Kumite −60 kg     |
| 2011  | Jeux africains de 2011                                 | Maputo      | 1re      | Kumite −60 kg     |
| 2011  | Jeux panarabes                                         | Doha        | 3e       | Kumite par équipe |
| 2013  | Jeux de la solidarité islamique                        | Palembang   | 1re      | Kumite −60 kg     |
| 2013  | 7e coupe du monde de Karaté Shitoryu                   | Tokyo       | 1re      | Kumite −60 kg     |
| 2015  | Jeux africains                                         | Brazzaville | 2e       | Kumite −60 kg     |
| 2015  | championnat arabe de la police                         | Alger       | 1re      | Kumite −60 kg     |

## Autres tournois
| Année | Compétition                           | Lieu                | Résultat | Catégorie     |
| ----- | ------------------------------------- | ------------------- | -------- | ------------- |
| 2009  | 8e Coupe internationale Le Hetet Cup  | Carcassonne, France | 3e       | Kumite −60 kg |
| 2010  | Open International Wasquehal          | Wasquehal, France   | 1re      | Kumite −60 kg |
| 2010  | 9e Coupe internationale Le Hetet Cup  | Carcassonne, France | 2e       | Kumite −60 kg |
| 2011  | 1re Open International de Sakarya     | Sakarya, Turquie    | 1re      | Kumite −60 kg |
| 2011  | 10e Coupe internationale Le Hetet Cup | Carcassonne, France | 2e       | Kumite −60 kg |
| 2012  | 1re tournoi international de Doha     | Doha                | 3e       | Kumite −60 kg |
| 2013  | Karate 1 Premier League               | Paris               | 2e       | Kumite −60 kg |